# قرزح إجاصي الأوراق
قرزح إِجاصي الأوراق (الاسم العلمي: Atraphaxis pyrifolia) هي نوع من النباتات يتبع جنس القرزح من فصيلة البطباطية.